# One World Trade Center
One World Trade Center (även 1 World Trade Center eller 1 WTC, tidigare Freedom Tower) är en av de skyskrapor och kontorsbyggnader som har uppförts på platsen där det tidigare World Trade Center-komplexet låg i New York i USA, närmare bestämt på platsen där åttavåningshuset 6 World Trade Center stod. Bygget påbörjades den 27 april 2006 och byggnaden invigdes den 3 november 2014. Byggnaden ersatte officiellt, och delar även namn med gamla World Trade Centers norra torn (1 WTC) som kollapsade i samband med 11 september-attackerna. Höjden till taket är densamma som hos det tidigare norra tornet (417 m eller 1 368 fot), och inräknat spiran 1 776 fot (541 m). Maxhöjden med spiran nåddes den 10 maj 2013 och representerar år 1776 då USA:s självständighetsförklaring undertecknades, det blev därmed den högsta byggnaden i det nya komplexet.
Efter en kontrovers mellan New York och Chicago, där frågan om spirans höjd ska inräknas i tornets totala höjd behandlades, har det fastställts att så ska ske, varigenom One World Trade Center är högre än Willis Tower. Därmed är tornet också högst i den västra hemisfären. Dock har det funnits planer på en högre skyskrapa i Chicago, Chicago Spire, som dock har varit vilande sedan slutet av 2008 på grund av problem med finansiering.
Den 26 mars 2009 tillkännagav Port Authority of New York and New Jersey att namnet på byggnaden formellt har ändrats från Freedom Tower till dess juridiska namn One World Trade Center.
Den kostade 4 miljarder US dollar att bygga.

## Bakgrund
Ursprungsdesignen för Freedom Tower ritades av Daniel Libeskind i december 2002; han har även utformat National September 11 Memorial & Museum och minnesmärket över de fallna tvillingornen. Minnesmärket består av två minnesfontäner utformade som nedsänkta bassänger med vattenfall på väggarna i tvillingtornens gamla fotspår. Dessa är även tillägnade de omkomna i terrorattackerna 1993 och 2001, där offren fått sina namn ingraverade i räckena runt bassängerna.
Den tidigaste versionen av Freedom Tower skulle bland annat ha vindturbiner längst upp och bara en del av ytan till kontor, totalhöjden skulle även vara högre än det nuvarande tornet och spiran skulle vara placerad vid sidan om.
Arkitekturen ändrades ett par gånger innan alla var överens i början av 2006, då konstruktionen av nya One World Trade Center startade.

## Konstruktion
Till skillnad från tvillingtornen där det ena tornet hade restauranger och skybarer och det andra utsiktsvåning och utsiktsterrass i toppen, blev nu allt istället samlat i One World Trade Center. One World Trade Center har en utsiktsvåning, kallad One World Observatory, samt en food court, ett café och en skybar i anslutning till denna. Dessa ligger på våningarna 100–102. Det finns ingen utsiktsterrass utomhus på taket likt den som fanns på det tidigare södra tornet, utan allt är nu samlat inomhus, dock på en större yta jämfört med utsiktsvåningen i det tidigare södra tornet. Utsiktsvåningen öppnades officiellt den 28 maj 2015 och priset för personer i åldrarna 13–64 år var vid öppnandet 32 dollar. Mitten av byggnaden är oktagonformad då hörnen är diagonala likt fackverksbalkarna på korsvirkeshus, denna design gör bland annat att byggnaden svajar mindre vid hård vind och allmänt stärker konstruktionen.
Stommen i byggnaden är gjord av stål och har extra förstärkt betong som ska klara av en eventuell krasch av ett flygplan utan att trapphus och hisschakt klipps av, detta för att förhindra att de som befinner sig över en eventuell kraschzon ej ska bli fångar i byggnaden likt de som blev det i det tidigare norra tornet i gamla World Trade Center under 11 september-attackerna. Trapporna inne i stommen är tre till antalet och har gjorts bredare än de som fanns i de gamla tvillingtornen för att fler människor ska kunna utrymma byggnaden på kortare tid. Trapporna är även förstärkta att klara av en explosion utan att rasa, så att människor över en eventuell kraschzon lättare kan ta sig ut. Golvbalkarna är, precis som hos de gamla tvillingtornen, bärande mot fasaden och stommen och golvytorna mellan dessa är precis som hos de gamla byggnaderna helt öppna. De har dock en annan, betydligt starkare konstruktion och bättre brandskydd som gör att de ska klara av höga temperaturer utan att böjas och på så sätt förhindra den kollaps som uppstod i de gamla tvillingtornen då de rasade. Allt detta har gjorts med hänsyn till erfarenheterna kring situationerna som uppstod i de gamla tvillingtornen under 11 september-attackerna men även för närheten till stora flygplatser såsom John F. Kennedy International Airport, LaGuardia Airport och Newark Liberty International Airport där byggnaden, precis som det var tänkt hos de gamla tvillingtornen, ska kunna klara av att flygplan i behov av nödlandning i till exempel tät dimma av misstag flyger in i den. Generatorer ska hålla hela byggnaden och inte minst trapporna upplysta även vid strömavbrott, sprinklersystemens rör är väl skyddade så att de inte ska sluta att fungera vid till exempel en explosion. Avancerade datorsystem styr bland annat ventilation och gör att rök som bildas vid en brand lättare kan vädras ut ur lokalerna av ett smart fläktsystem, vilket gör att folk som är kvar inne i byggnaden vid en brand inte ska drabbas så mycket av rökutvecklingen.
Ett aktivt luftfilter kan även att kunna skydda mot kemiska och biologiska ämnen som sprids via luften. One World Trade Center är en av de säkraste skyskraporna i världen.
One World Trade Center nådde sin fulla höjd utan antennen (topping out) den 10 augusti 2012. Från början var det tänkt att den skulle stå klar under 2011 men det sköts upp ett flertal gånger, bland annat på grund av den blåsiga vintern 2011–2012 som försvårade arbetet. Byggnaden var i januari 2014 i stort sett helt exteriört färdigbyggd men interiören var fortfarande under konstruktion. Den 3 november samma år stod det mesta klart då även byggnaden öppnades. Det blev därmed den tredje byggnaden i det nya World Trade Center-komplexet att öppnas, efter 7 och 4 World Trade Center.

## Konstruktionsgalleri

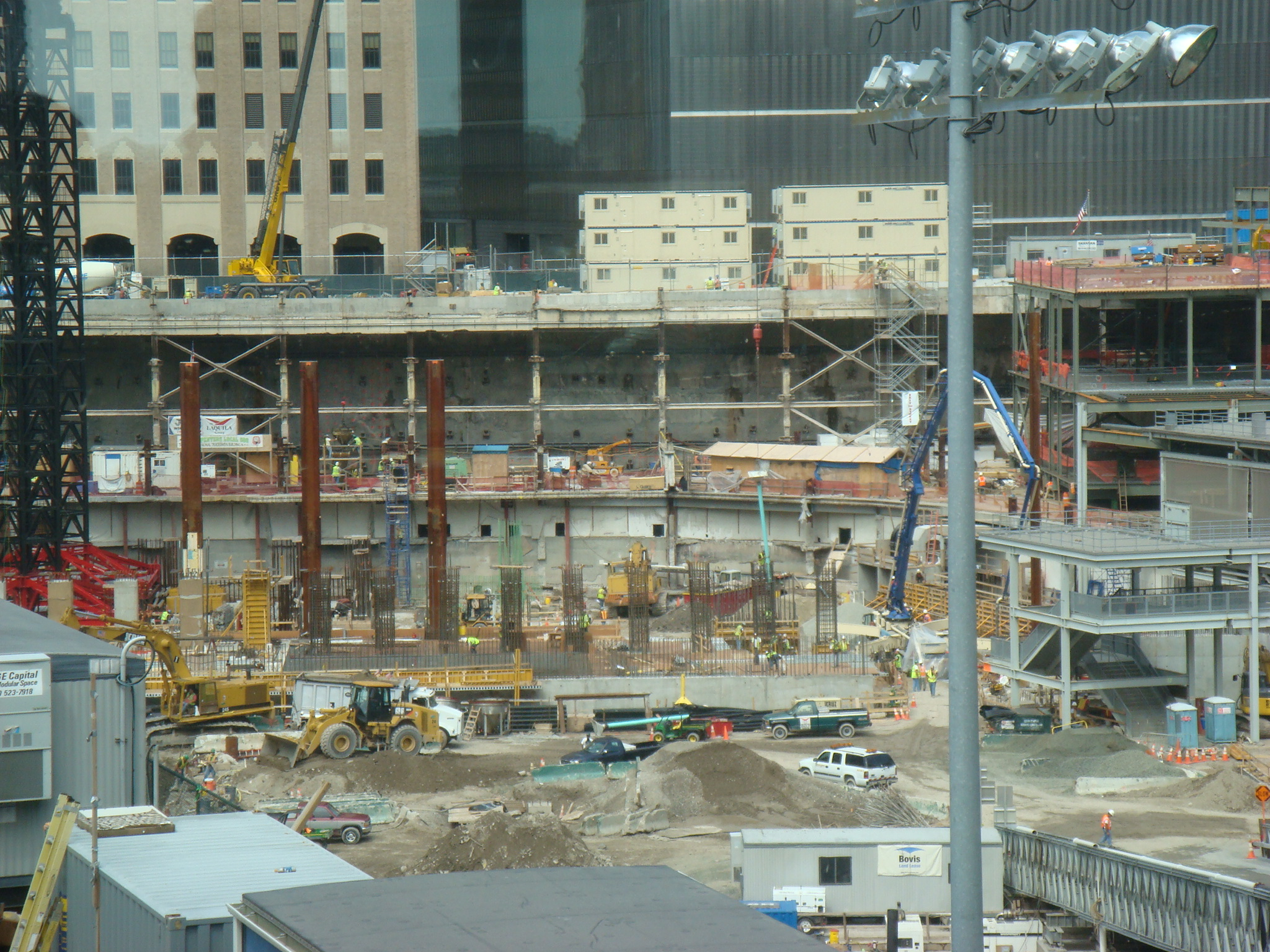
One World Trade Center den 7 augusti 2007.
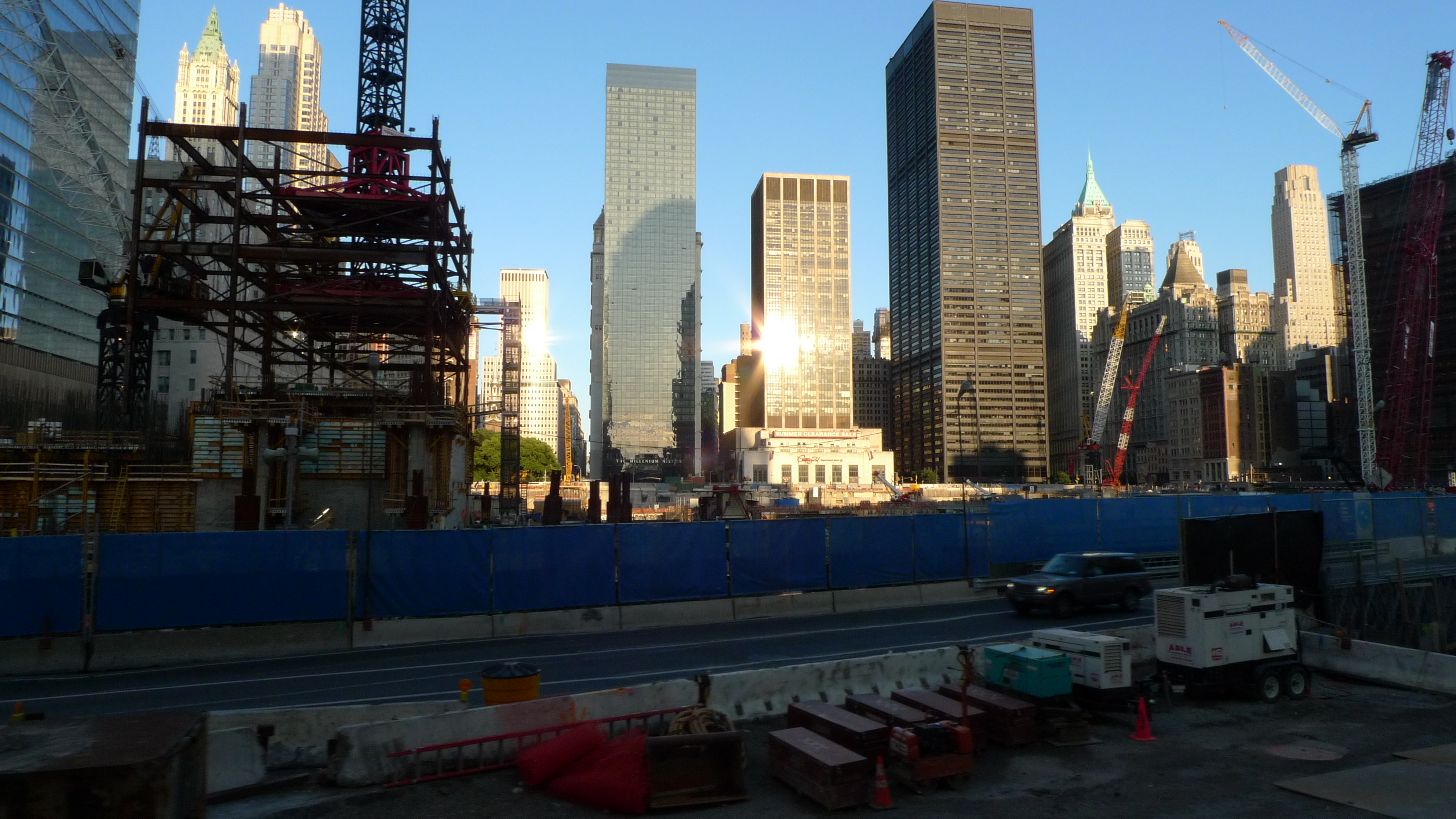
One World Trade Center den 12 juli 2009.
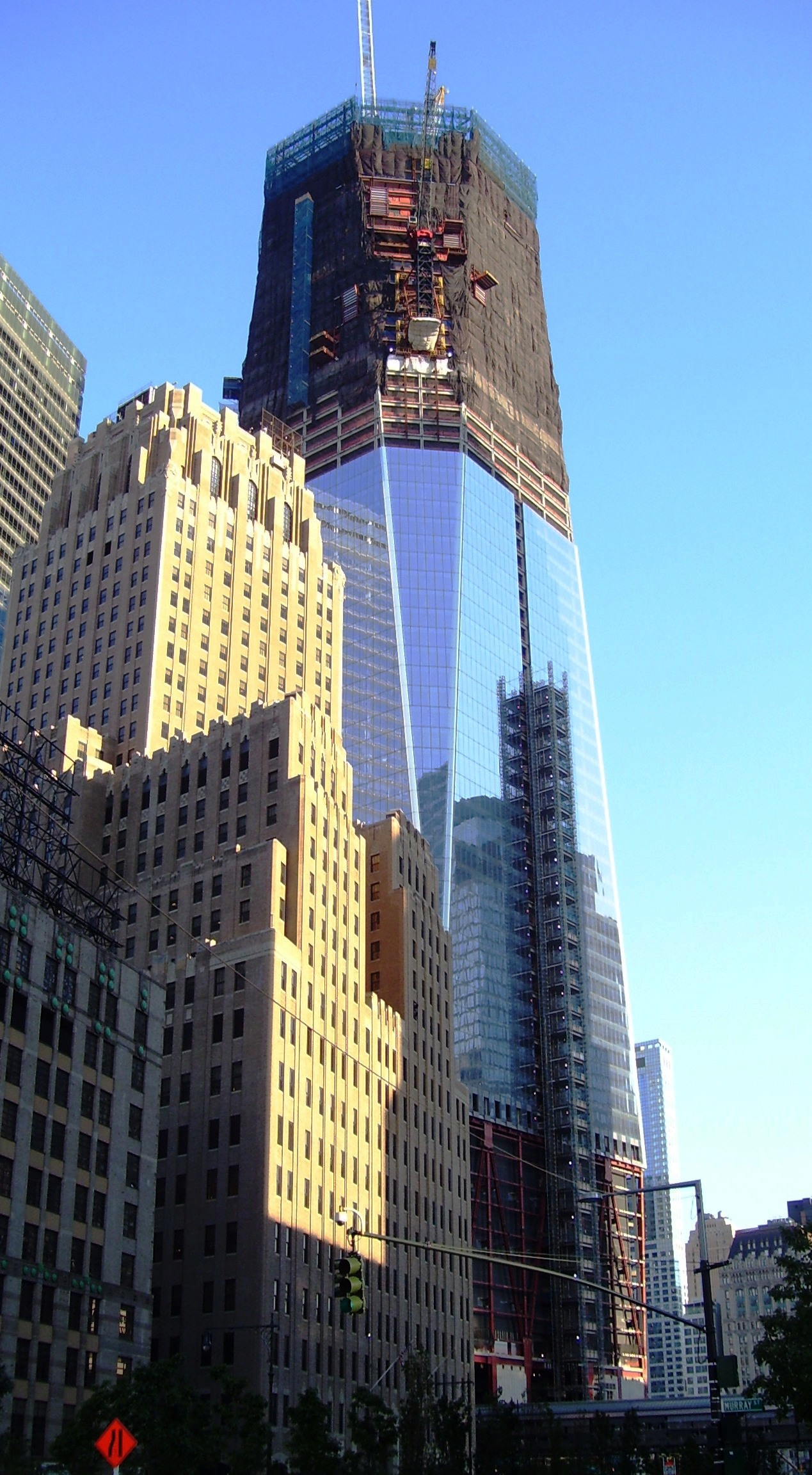
One World Trade Center den 31 juli 2011.
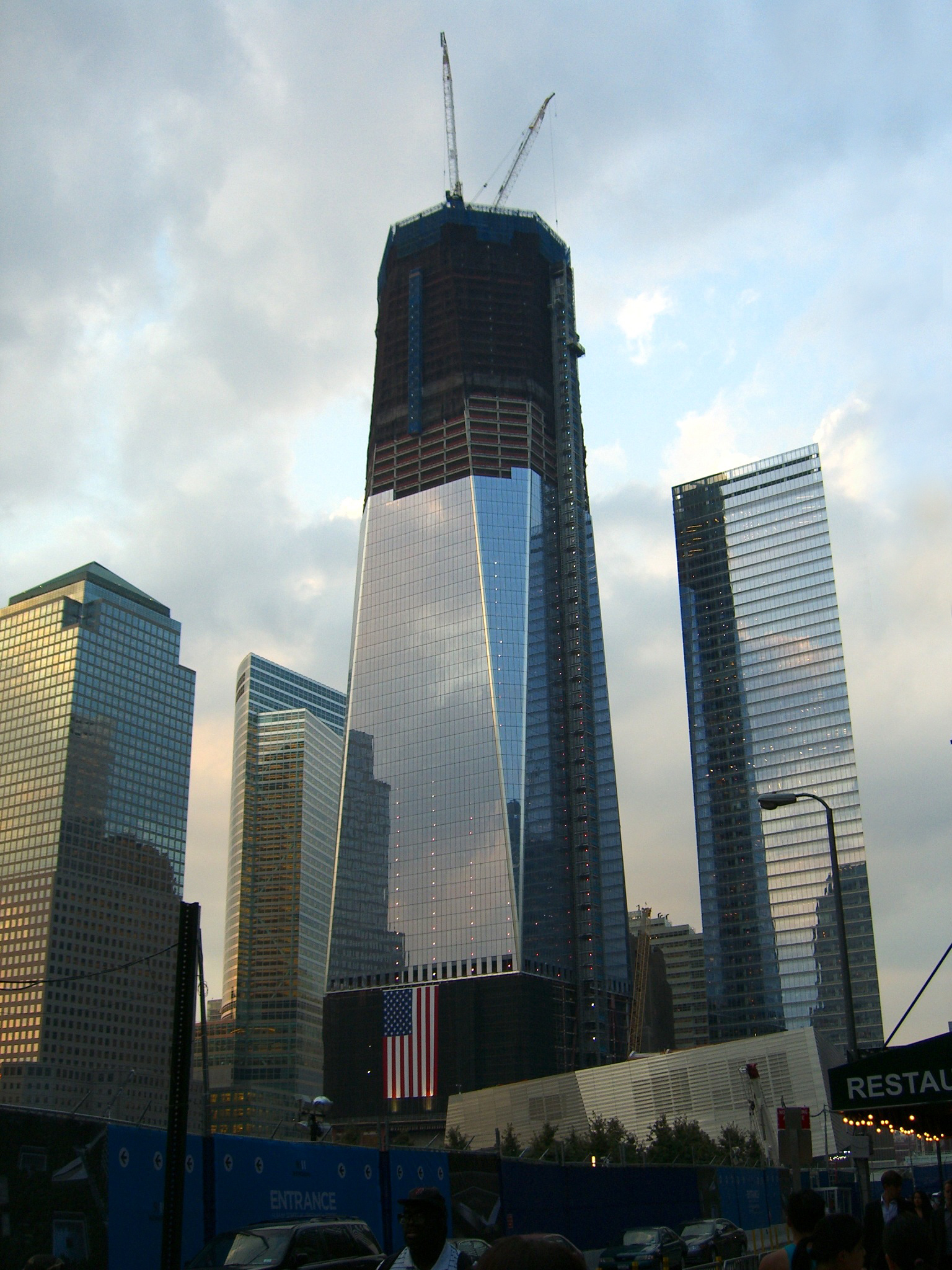
One World Trade Center den 14 september 2011, tre dagar efter tioårsdagen av 11 september-attackerna.
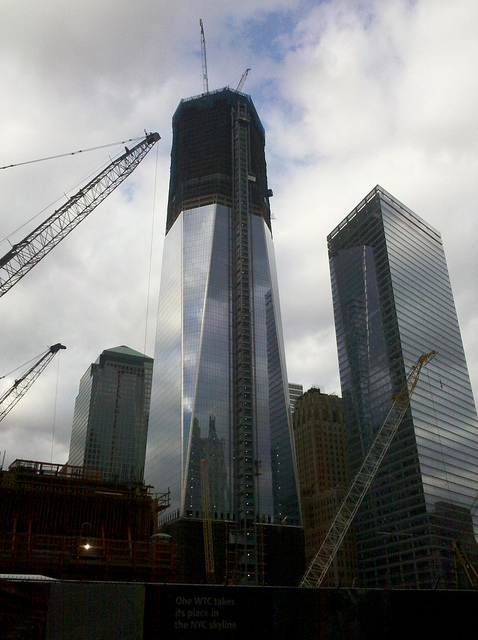
One World Trade Center den 30 november 2011.
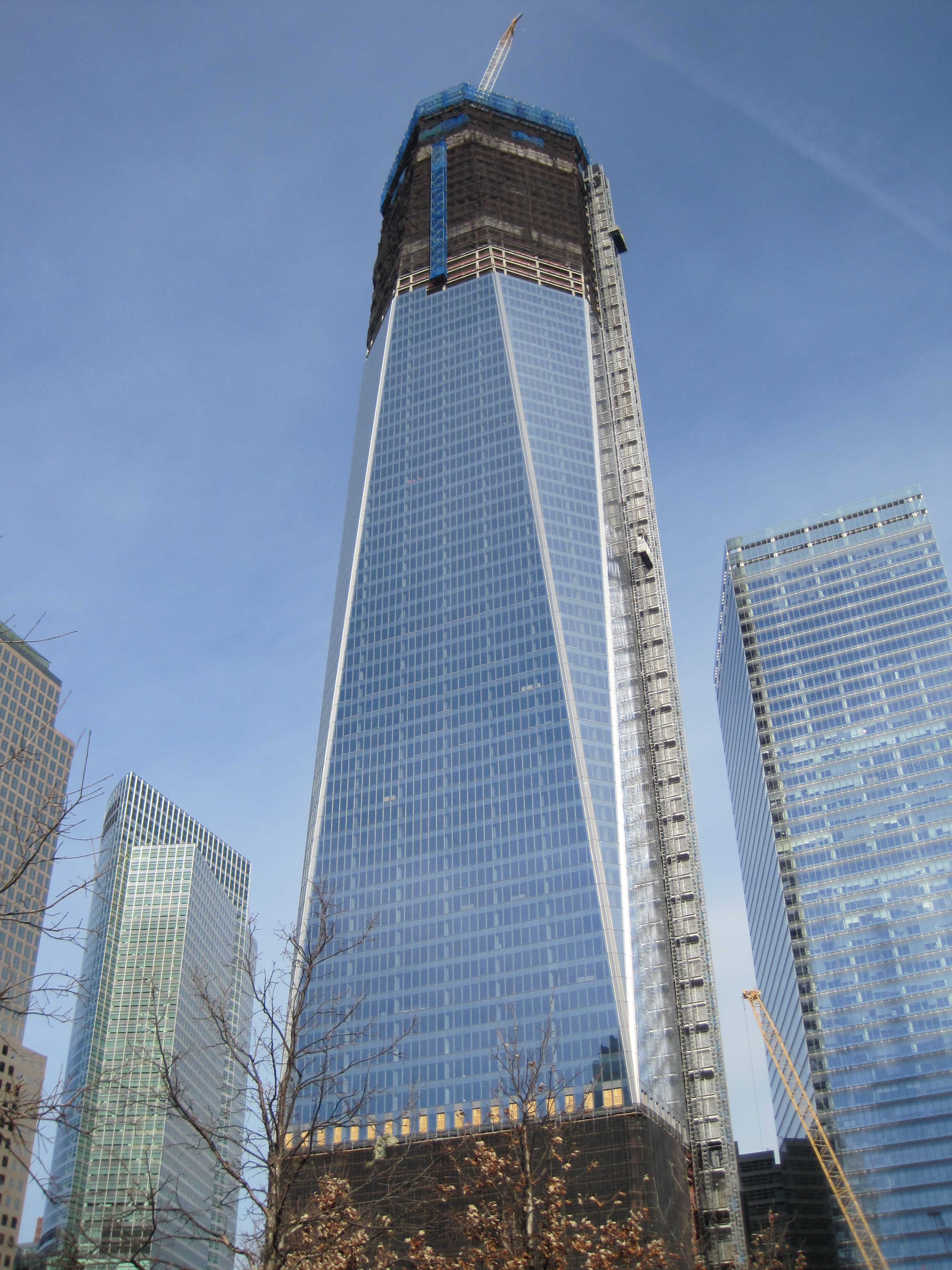
One World Trade Center den 16 januari 2012.
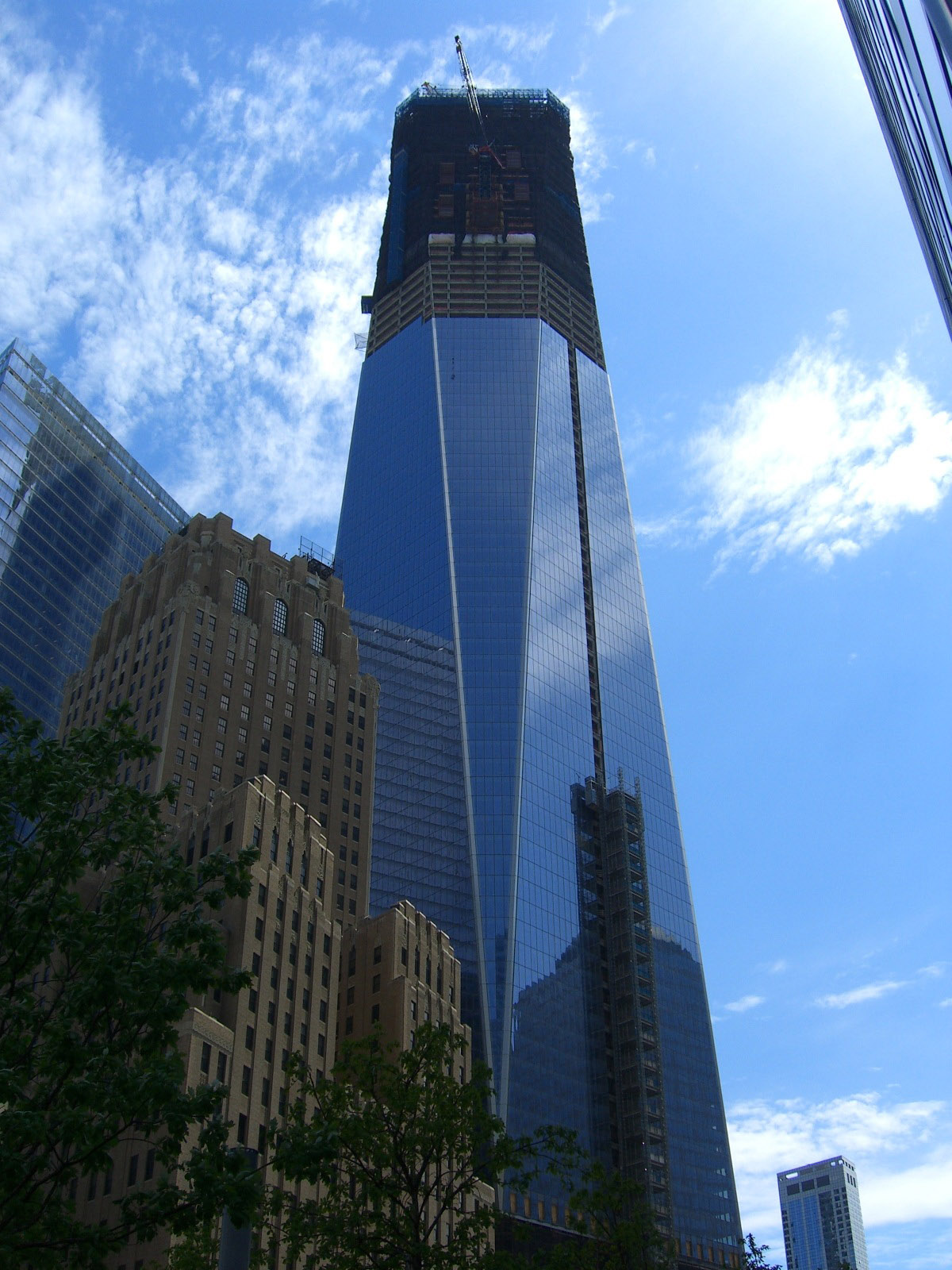
One World Trade Center den 28 april 2012.
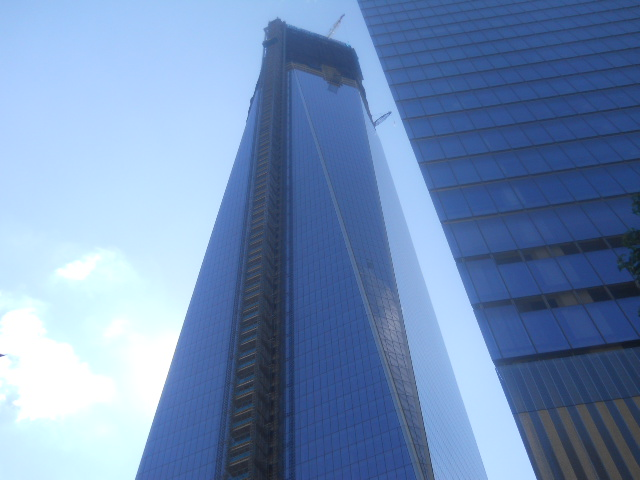
One World Trade Center den 2 juli 2012.
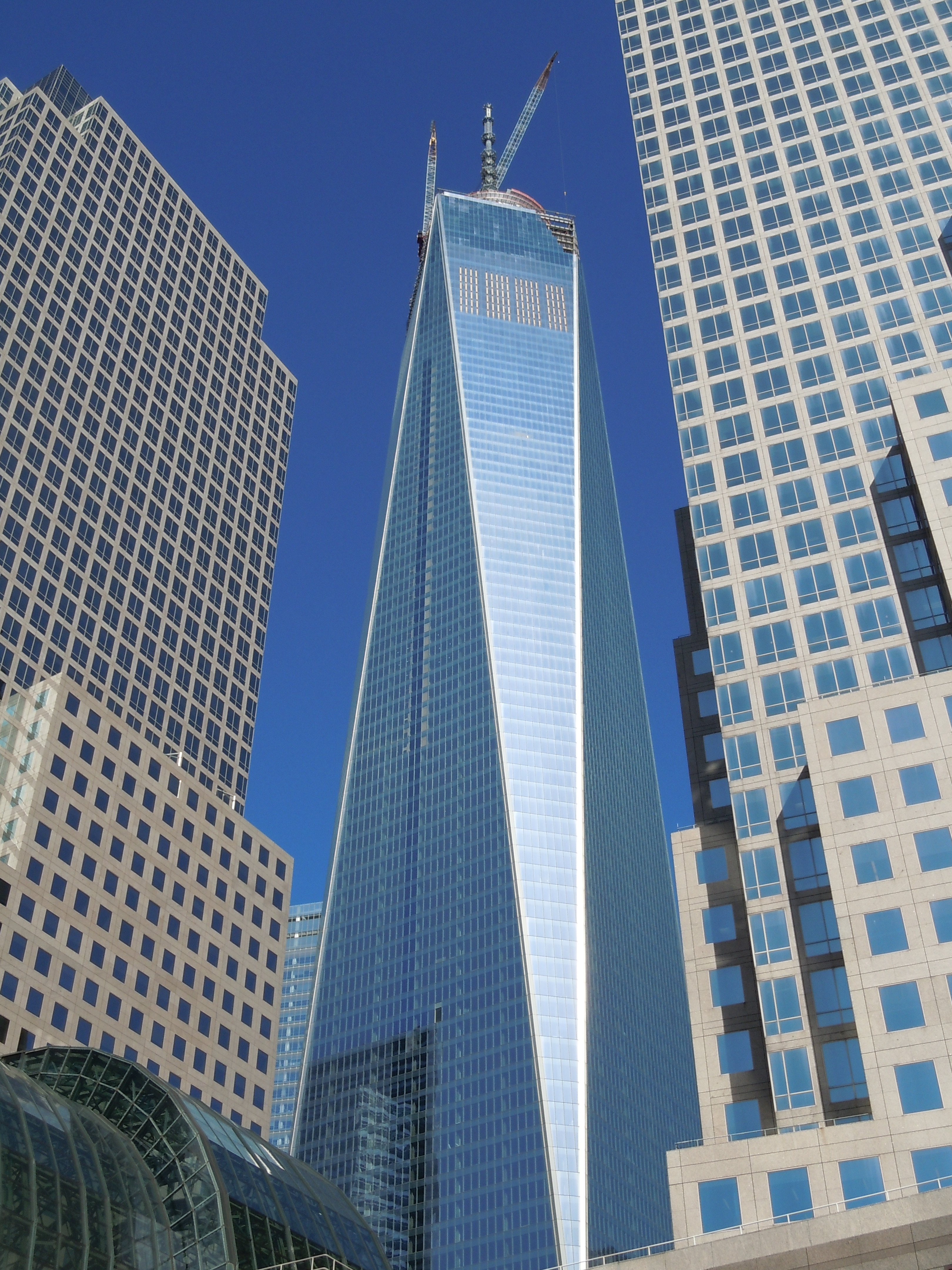
One World Trade Center exteriört nästan färdigbyggt den 1 maj 2013.
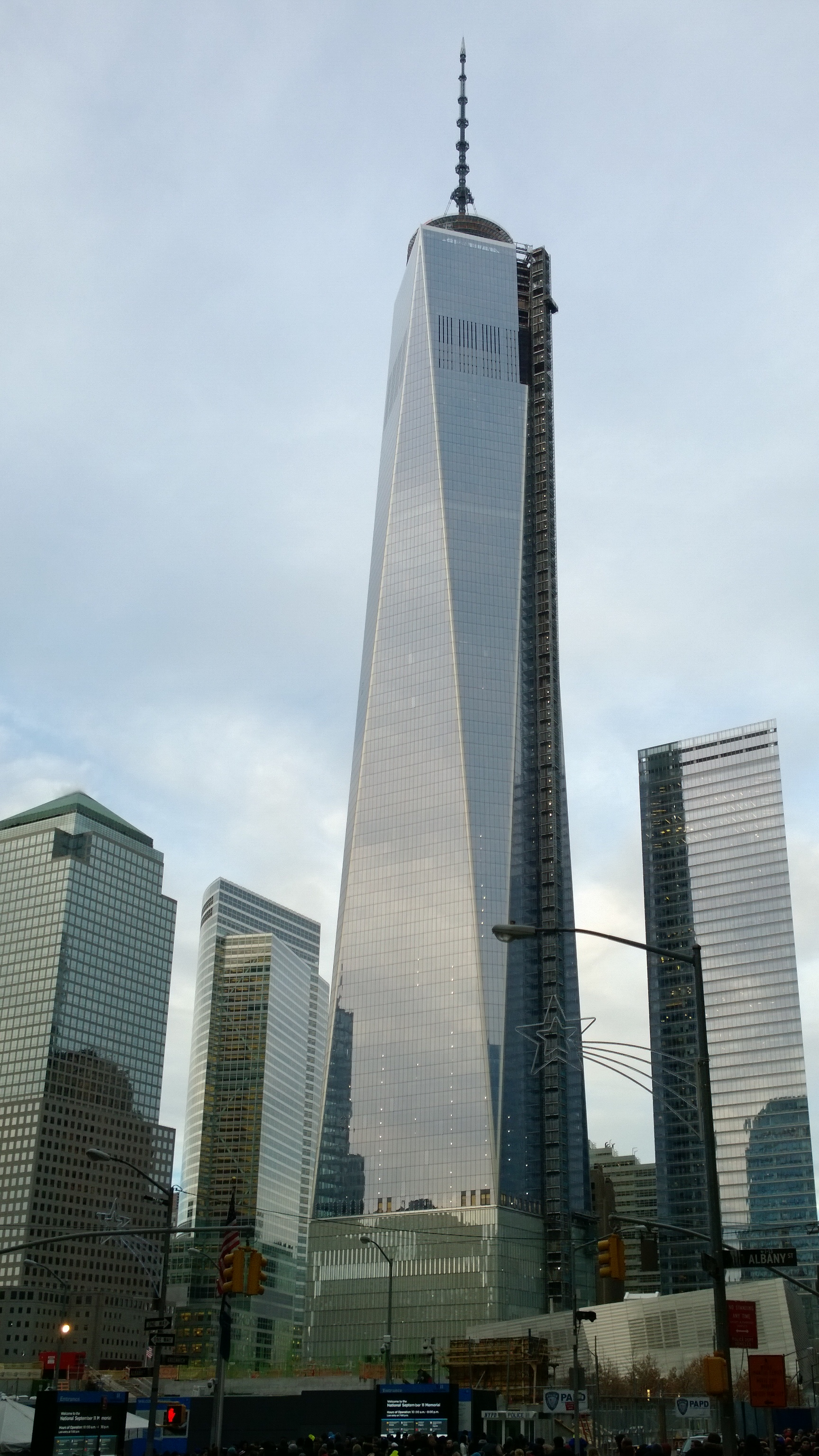
One World Trade Center exteriört färdigbyggt den 30 juni 2013.